# Universidade Federal de Pelotas
A Universidade Federal de Pelotas (UFPel) é uma instituição de ensino superior pública brasileira, mantida pelo Governo Federal com sede administrativa na cidade de Pelotas, no estado do Rio Grande do Sul. Possui também um campus na cidade de Capão do Leão.
Oferece atualmente 94 cursos de graduação, 45 cursos de mestrado e 23 de doutorado distribuídos em 22 unidades acadêmicas (6 Centros Acadêmicos, 4 Institutos Básicos, 11 Faculdades e 1 Escola Superior de Educação Física). Atualmente, possui cursos de mestrado e/ou doutorado em todas as áreas do conhecimento: ciências exatas e ciências da terra, ciências biológicas, engenharias, Ciências agrárias, ciências da saúde, ciências sociais, ciências humanas, direito, letras e artes, contando também com cursos com atuação multidisciplinar.
Em 2017, a UFPel figurou no QS World University Rankings, ficando em 83.ª colocação entre universidades da América Latina e entre as 170 melhores universidades do bloco econômico BRICS. Em 2023, ainda segundo o QS World University Rankings, a UFPel ficou entre as 1000 melhores universidades do mundo, sendo considerada ainda a 2.ª melhor do estado do Rio Grande do Sul e a 19.ª melhor do Brasil.

## Histórico
A universidade foi fundada em 8 de agosto de 1969. Participaram do núcleo formador da UFPel as seguintes unidades: Faculdade de Ciências Domésticas, Faculdade de Veterinária (Universidade Federal Rural do Rio Grande do Sul), Faculdade de Direito, Faculdade de Odontologia e Instituto de Sociologia e Política (Universidade Federal do Rio Grande do Sul em Pelotas) e a tradicional Faculdade de Agronomia Eliseu Maciel (FAEM) (a mais antiga do Brasil, tendo suas origens na Imperial Escola de Medicina Veterinária e de Agricultura Practica fundada em 1883).
No mesmo ano, em 16 de dezembro, a UFPel ficou integrada, além daquelas do núcleo formador, pelas seguintes unidades acadêmicas: Instituto de Biologia, Instituto de Ciências Humanas, Instituto de Química e Geociências, Instituto de Física e Matemática e Instituto de Artes. Foram agregadas à Universidade as seguintes instituições: Escola de Belas Artes “Dona Carmen Trápaga Simões”, Faculdade de Medicina da Instituição Pró-Ensino Superior do Sul do Estado e Conservatório de Música de Pelotas. Integraram a Universidade, como órgãos suplementares, a Estação Experimental de Piratini; o Centro de Treinamento e Informação do Sul; a Imprensa Universitária; a Biblioteca Central; o Museu e a Casa para Estudante e, como órgãos complementares, o Colégio Agrícola Visconde da Graça e o Colégio de Economia Doméstica Rural.
No decorrer do tempo, algumas modificações significativas ocorreram quanto à estrutura acadêmica, como a criação de cursos, criação, incorporação, transformação e extinção de Unidades, bem como transformação de cursos em Unidades.

## Ingresso
O SISU é a principal forma de ingresso de alunos da UFPel, é destinada a todos que participam do Exame Nacional do Ensino Médio (ENEM).
O Programa de Avaliação da Vida Escolar (PAVE), é uma modalidade alternativa de seleção para os cursos de graduação da UFPel, constituindo-se em um processo gradual e sistemático, que acontecerá ao longo do Ensino Médio, realizado em três etapas, equivalentes aos anos do Ensino Médio.
O Programa Universidade Aberta do Brasil (UAB) busca ampliar e interiorizar a oferta de cursos e programas de educação superior, por meio da educação a distância. Na UFPel o Vestibular é a forma de ingresso nos cursos a distância, que são vinculados à Coordenação de Programas de Educação a Distância (CPED). No momento os cursos disponíveis nesta modalidade são os de Licenciatura em História, Licenciatura em Matemática, Licenciatura em Educação do Campo, Licenciatura em Pedagogia, Licenciatura em Letras – Espanhol e Licenciatura em Filosofia.